# Aige
Aige (altgriechisch Αἴγη Aígē) ist eine Amazone der griechischen Mythologie.
Sie erscheint einzig in der Epitoma Festi des langobardischen Geschichtsschreibers Paulus Diaconus, eine Epitome aus dem unvollständig erhaltenen Werk De Verborum Significatu des Lexikographen Sextus Pompeius Festus. Sie wird als Königin der Amazonen vorgestellt und gilt als eponyme Heroine des Ägäischen Meeres, in dem sie ihren Tod gefunden haben soll.